# Cristianismo y antisemitismo
Algunas iglesias cristianas, grupos cristianos y cristianos expresan antisemitismo religioso hacia el pueblo judío y la religión asociada del judaísmo.
Tanto la retórica antisemita cristiana como la antipatía resultante hacia los judíos se remontan a los primeros años del cristianismo y derivan de actitudes paganas antijudías que se vieron reforzadas por la creencia de que los judíos son responsables del asesinato de Jesús de Nazaret. A lo largo de los siglos siguientes, los cristianos impusieron medidas antijudías cada vez más numerosas, como actos de ostracismo, humillación, expropiación, violencia y asesinato, medidas que culminaron en el Holocausto.: 21 : 169 
El antisemitismo cristiano se ha atribuido a numerosos factores, como las diferencias teológicas entre estas dos religiones abrahámicas emparentadas; la competencia entre la Iglesia y la sinagoga; el impulso misionero cristiano; la incomprensión de la cultura, las creencias y las prácticas judías; y la percepción de que el judaísmo era hostil al cristianismo. Durante dos milenios, estas actitudes se vieron reforzadas por la predicación, el arte y las enseñanzas populares cristianas, todas las cuales expresan desprecio por los judíos, así como por estatutos diseñados para humillar y estigmatizar a los judíos.
El antisemitismo moderno se ha descrito principalmente como el odio contra los judíos como raza y su expresión más reciente tiene sus raíces en las teorías raciales del siglo XVIII. El antijudaísmo tiene sus raíces en la hostilidad hacia el judaísmo como religión; en el cristianismo occidental, el antijudaísmo se fusionó efectivamente con el antisemitismo durante el siglo XII.: 16 Se ha debatido sobre el papel que desempeñó el antisemitismo cristiano en el Tercer Reich nazi, la Segunda Guerra Mundial y el Holocausto. El Holocausto obligó a muchos cristianos a reflexionar sobre el papel que la teología y la práctica cristianas desempeñaron y siguen desempeñando en el antijudaísmo y el antisemitismo.

## Primeras diferencias entre cristianismo y judaísmo
El estatus legal del cristianismo y el judaísmo difería dentro del Imperio Romano: dado que la práctica del judaísmo estaba restringida al pueblo judío y a los prosélitos judíos, sus seguidores estaban generalmente exentos de seguir las obligaciones que el culto imperial romano imponía a los seguidores de otras religiones. Desde el reinado de Julio César, el judaísmo gozaba del estatus de "religión lícita", pero seguían produciéndose persecuciones ocasionales, como la conscripción y expulsión de judíos por Tiberio en 19 d. C., seguida de la expulsión de judíos de Roma por Claudio. Sin embargo, el cristianismo no se limitó a un solo pueblo, y como los cristianos judíos fueron excluidos de la sinagoga (véase el Concilio de Jamnia), también perdieron el estatus de protección que se concedía al judaísmo, aunque esa protección seguía teniendo sus límites (véase Tito Flavio Clemente, el rabino Akiva ben Iosef y los Diez Mártires).
A partir del reinado de Nerón, de quien Tácito dice que culpó a los cristianos del Gran Incendio de Roma, se criminalizó la práctica del cristianismo y se persiguió con frecuencia a los cristianos, pero la persecución difería de una región a otra. Comparativamente, el judaísmo sufrió reveses debido a las guerras judeoromanas, y estos reveses se recuerdan en el legado de los Diez Mártires. Robin Lane Fox remonta el origen de gran parte de la hostilidad posterior a este primer periodo de persecución, cuando las autoridades romanas solían poner a prueba la fe de los presuntos cristianos obligándoles a rendir homenaje al emperador divinizado. Los judíos estaban exentos de este requisito siempre que pagaran el Fiscus Judaicus, y los cristianos (muchos o la mayoría de origen judío) decían que eran judíos pero se negaban a pagar el impuesto. Esto tenía que ser confirmado por las autoridades judías locales, que probablemente se negarían a aceptar a los cristianos como compatriotas judíos, lo que a menudo llevaba a su ejecución.El Birkat haMinim fue a menudo presentado como apoyo a esta acusación de que los judíos eran responsables de la persecución a los cristianos en el Imperio Romano. En el siglo III comenzó la persecución sistemática de los cristianos, que duró hasta la conversión de Constantino al cristianismo. En 390 Teodosio I hizo del cristianismo la iglesia estatal del Imperio Romano. Mientras se suprimían los cultos paganos y el maniqueísmo, el judaísmo conservaba su estatus legal como religión lícita, aunque seguía habiendo violencia antijudía. En el siglo V, algunas medidas legales empeoraron el estatus de los judíos en el Imperio Romano.
Otro punto de discordia para los cristianos en relación con el judaísmo, según la moderna versión RJV de la Biblia protestante, se atribuye más a un prejuicio religioso que a una cuestión de raza o de ser "semita". Pablo (un hebreo benjamita) aclara este punto en la carta a los Gálatas donde deja clara su declaración "28 Ya no hay judío ni griego; no hay esclavo ni libre; no hay varón ni mujer; porque todos vosotros sois uno en Cristo Jesús. 29 Y si vosotros sois de Cristo, ciertamente linaje de Abraham sois, y herederos según la promesa." Además Pablo declara: "15 Hermanos, hablo a la manera de los hombres: Aunque no sea más que un pacto de hombres, si está confirmado, nadie lo invalida ni le añade nada. 16 A Abraham y a su descendencia fueron hechas las promesas. No dice: Y a las simientes, como a muchos; sino como a uno: Y a tu simiente, que es Cristo".

## Cuestiones derivadas del Nuevo Testamento

### Jesús como Mesías
En el judaísmo, Jesús no fue reconocido como el Mesías, lo que los cristianos interpretaron como su rechazo, por ser un pretendiente judío fallido al Mesías y un falso profeta. Sin embargo, dado que los judíos creen tradicionalmente que el mesías aún no ha llegado y que la Era Mesiánica aún no está presente, el rechazo total de Jesús como mesías o como deidad nunca ha sido un tema central en el judaísmo.

### Críticas a los fariseos
Muchos pasajes del Nuevo Testamento critican a los fariseos y se ha argumentado que estos pasajes han moldeado la forma en que los cristianos veían a los judíos. Sin embargo, como la mayoría de los pasajes bíblicos, pueden ser y han sido interpretados de diversas maneras.
La corriente principal del judaísmo rabínico talmúdico actual desciende directamente de los fariseos a los que Jesús criticó a menudo. Durante la vida de Jesús y en el momento de su ejecución, los fariseos eran sólo uno de varios grupos judíos, como los saduceos, los zelotes y los esenios, que en su mayoría se extinguieron poco después del período; de hecho, estudiosos judíos como Harvey Falk y Hyam Maccoby han sugerido que el propio Jesús era fariseo. En el sermón de la montaña, por ejemplo, Jesús dice "Los fariseos se sientan en la cátedra de Moisés, haced, pues, lo que ellos dicen...". Los argumentos de Jesús y sus discípulos contra ciertos grupos de fariseos y lo que él veía como su hipocresía eran muy probablemente ejemplos de disputas entre judíos e internas al judaísmo que eran comunes en la época, véase por ejemplo Hillel y Shammai.

### Estudios recientes sobre el antisemitismo en el Nuevo Testamento
La profesora Lillian C. Freudmann, autora de Antisemitismo en el Nuevo Testamento (original en inglés: Antisemitism in the New Testament. University Press of America, 1994) ha publicado un estudio detallado de la descripción de los judíos en el Nuevo Testamento, y de los efectos históricos que tales pasajes han tenido en la comunidad cristiana a lo largo de la historia. Estudios similares de esos versículos han sido realizados por eruditos cristianos y judíos, entre ellos los profesores Clark Williamsom (Seminario de Cristianismo Teológico), Hyam Maccoby (Leo Baeck Institute), Norman A. Beck (Texas Lutheran College) y Michael Berenbaum (Georgetown University). La mayoría de los rabinos consideran que estos versículos son antisemitas, y muchos eruditos cristianos, en América y Europa, han llegado a la misma conclusión. Otro ejemplo es el libro de John Dominic Crossan de 1995, titulado ¿Quién mató a Jesús? Exponiendo las raíces del antisemitismo en el relato evangélico de la muerte de Jesús (original en inglés: Exposing the Roots of Anti-Semitism in the Gospel Story of the Death of Jesus).
Algunos biblistas también han sido acusados de tener creencias antisemitas. Bruce J. Malina, miembro fundador de The Context Group, ha sido criticado por llegar a negar la ascendencia semita de los israelíes modernos y lo relaciona con su trabajo sobre la antropología cultural del siglo I.

### Deicidio judío
El deicidio judío es la creencia de que los judíos hasta el día de hoy siempre serán colectivamente responsables del asesinato de Jesús, también conocido como la maldición de la sangre. Una justificación de esta acusación se deriva de Mateo (27:24-25) que alega que una multitud de judíos le dijo a Pilato que ellos y sus hijos serían responsables de la muerte de Jesús. La mayoría de los miembros de la Iglesia de Jesucristo de los Santos de los Últimos Días aceptan el deicidio judío, mientras que la Iglesia Católica y varias otras denominaciones cristianas lo han repudiado.

## Padres de la Iglesia
Tras la muerte de Pablo, el cristianismo surgió como una religión separada, y el cristianismo paulino emergió como la forma dominante del cristianismo, especialmente después de que Pablo, Santiago y los demás apóstoles acordaran un conjunto de requisitos de compromiso. Algunos cristianos continuaron adhiriéndose a aspectos de la ley judía, pero eran pocos en número y a menudo eran considerados herejes por la Iglesia. Un ejemplo son los ebionitas, que parecen haber negado el nacimiento virginal de Jesús, la resurrección física de Jesús y la mayoría de los libros que más tarde fueron canonizados como Nuevo Testamento. Por ejemplo, los ortodoxos etíopes aún mantienen prácticas del Antiguo Testamento como el Sabbat. Ya en el siglo IV, el padre de la Iglesia Juan Crisóstomo se quejaba de que algunos cristianos seguían asistiendo a las sinagogas judías. Los Padres de la Iglesia identificaron a los judíos y al judaísmo con la herejía y declararon que el pueblo de Israel era extra Deum (lat. "fuera de Dios").

### Pedro de Antioquía
Pedro de Antioquía se refirió a los cristianos que se negaban a venerar imágenes religiosas como poseedores de "mentes judías".

### Marción de Sínope
A principios del siglo II d. C., el hereje Marción de Sínope (c. 85 - c. 160 d. C.) declaró que el Dios judío era un Dios diferente, inferior al cristiano, y rechazó las escrituras judías como producto de una deidad menor.Las enseñanzas de Marción, que eran extremadamente populares, rechazaban el judaísmo no sólo como una revelación incompleta, sino también como una falsa,pero, al mismo tiempo, permitían culpar menos a los judíos personalmente por no haber reconocido a Jesús,ya que, en la cosmovisión de Marción, Jesús no fue enviado por el Dios judío menor, sino por el Dios cristiano supremo, al que los judíos no tenían por qué reconocer.
Como respuesta para Marción, los apologistas ortodoxos admitían que el judaísmo era una religión incompleta e inferior al cristianismo,al tiempo que defendían las escrituras judías como canónicas.

### Tertuliano
El padre de la Iglesia Tertuliano (c. 155 - c. 240 d. C.) sentía una aversión personal especialmente intensa hacia los judíosy sostenía que los Gentiles habían sido elegidos por Dios para sustituir a los judíos, porque eran más dignos y honorables.Orígenes de Alejandría (c. 184 - c. 253) tenía más conocimientos sobre el judaísmo que cualquiera de los otros Padres de la Iglesia, ya que había estudiado hebreo, conocido al rabino Hillel el Joven, consultado y debatido con eruditos judíos y se había visto influido por las interpretaciones alegóricas de Filón de Alejandría.Orígenes defendió la canonicidad del Antiguo Testamentoy defendió a los judíos del pasado como elegidos por Dios por sus méritos.No obstante, condenó a los judíos contemporáneos por no comprender su propia Ley,insistió en que los cristianos eran el "verdadero Israel" y culpó a los judíos de la muerte de Cristo.Sin embargo, sostenía que los judíos alcanzarían finalmente la salvación en la apocatástasis final.Hipólito de Roma (c. 170 - c. 235 d. C.) escribió que los judíos habían "sido oscurecidos a los ojos de tu alma con una oscuridad total y eterna".

### Agustín de Hipona
Obispos de la época patrística como Agustín de Hipona argumentaron que los judíos debían ser dejados vivos y sufriendo como un perpetuo recordatorio de su asesinato de Cristo. Al igual que su maestro antijudío, Ambrosio de Milán, definió a los judíos como un subconjunto especial de los condenados al infierno. Como "pueblo testigo", santificó el castigo colectivo por el deicidio judío y la esclavitud de los judíos a los católicos: "No por la muerte corporal perecerá la impía raza de los judíos carnales... 'Dispérsalos, quítales la fuerza. Y abátelos, Señor'". Agustín afirmaba "amar" a los judíos, pero como medio para convertirlos al cristianismo. A veces identificaba a todos los judíos con el malvado Judas y desarrolló la doctrina (junto con Cipriano) de que "no había salvación fuera de la Iglesia".

### Juan Crisóstomo
Juan Crisóstomo y otros padres de la Iglesia fueron más lejos en su condena; el editor católico Paul Harkins escribió que la teología antijudía de San Juan Crisóstomo "ya no se sostiene (..) Por estos actos objetivamente anticristianos no se le puede excusar, aunque sea el producto de su época". Juan Crisóstomo sostenía, como la mayoría de los Padres de la Iglesia, que los pecados de todos los judíos eran comunales e interminables, para él sus vecinos judíos eran la representación colectiva de todos los supuestos crímenes de todos los judíos preexistentes. Todos los Padres de la Iglesia aplicaban los pasajes del Nuevo Testamento relativos a la supuesta apología de la crucifixión de Cristo a todos los judíos de su época, los judíos eran el mal supremo. Sin embargo, Juan Crisóstomo llegó a decir que como los judíos rechazaban al Dios cristiano en carne humana, Cristo, por tanto merecían ser asesinados: "crecidos aptos para el matadero". Citando el Nuevo Testamento, afirmó que Jesús se refería a los judíos cuando dijo: "en cuanto a estos enemigos míos que no han querido que yo reine sobre ellos, traedlos aquí y matadlos delante de mí."

### Jerónimo
San Jerónimo identificaba a los judíos con Judas Iscariote y el uso inmoral del dinero ("Judas es maldito, para que en Judas sean malditos los judíos... sus oraciones se convierten en pecados"). Los asaltos homiléticos de Jerónimo, que pueden haber servido de base para la liturgia antijudía del Viernes Santo, contraponen a los judíos con el mal, y que "las ceremonias de los judíos son perjudiciales y mortales para los cristianos", quienquiera que las guarde estaba condenado al diablo: "Mis enemigos son los judíos; han conspirado en odio contra Mí, me han crucificado, han amontonado sobre Mí males de todo tipo, me han blasfemado".

### Efraín el Sirio
Efraín el Sirio escribió polémicas contra los judíos en el siglo IV, incluyendo la repetida acusación de que Satanás habita entre ellos como socio. Los escritos estaban dirigidos a los cristianos que estaban siendo proselitizados por los judíos. Efraín temía que volvieran al judaísmo, por lo que presentaba a los judíos como enemigos del cristianismo, como Satanás, para subrayar el contraste entre las dos religiones, a saber, que el cristianismo era piadoso y verdadero y el judaísmo satánico y falso. Al igual que Juan Crisóstomo, su objetivo era disuadir a los cristianos de volver al judaísmo haciendo hincapié en lo que él consideraba la maldad de los judíos y su religión.

## Edad Media

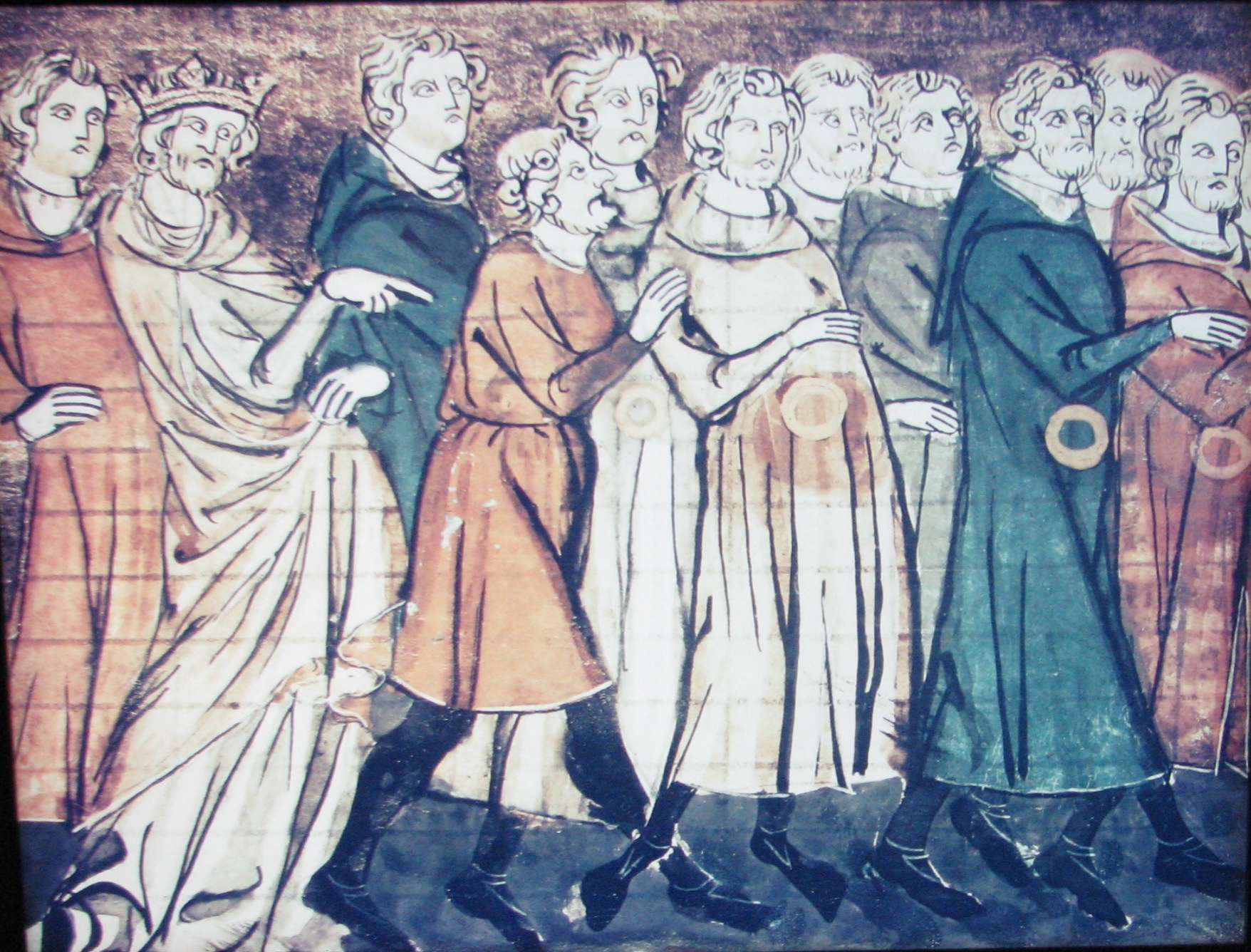
Miniatura de Grandes Chroniques de France que representa la expulsión de los judíos de Francia en 1182.

Bernardo de Claraval dijo: "Los judíos son para nosotros palabras vivas de la Escritura, porque nos recuerdan lo que sufrió Nuestro Señor. No deben ser perseguidos, ni asesinados, ni siquiera puestos en fuga". Según Anna Sapir Abulafia, la mayoría de los eruditos coinciden en que judíos y cristianos de la cristiandad latina vivieron en relativa paz unos con otros hasta el siglo XIII.: xii : 3 
En la Europa medieval, los judíos estaban sometidos a una amplia gama de restricciones e impedimentos legales. Los judíos estaban excluidos de muchos oficios, cuyas ocupaciones variaban según el lugar y la época, y estaban determinadas por la influencia de diversos intereses competidores no judíos. A menudo se prohibía a los judíos todas las ocupaciones excepto el préstamo de dinero y la venta ambulante, e incluso éstas a veces estaban prohibidas. La asociación de los judíos con el préstamo de dinero perduraría a lo largo de la historia en el estereotipo de que los judíos son codiciosos y perpetúan el capitalismo.
En la Baja Edad Media, se limitaba el número de judíos que podían residir en determinados lugares; se les concentraba en guetos y tampoco se les permitía poseer tierras; se les obligaba a pagar impuestos discriminatorios cada vez que entraban en ciudades o distritos distintos de los suyos. El Juramento judío, la forma de juramento exigida a los testigos judíos, desarrolló formas extrañas o humillantes en algunos lugares, por ejemplo, en la ley suaba del siglo XIII, se exigía al judío que se pusiera de pie sobre la piel de una cerda o un cordero ensangrentado.
El IV Concilio de Letrán, celebrado en 1215, fue el primero en proclamar que los judíos debían llevar algo que los distinguiera como tales (el mismo requisito se impuso también a los musulmanes). En muchas ocasiones se acusó a los judíos de libelos de sangre, es decir, de beber la sangre de niños cristianos en burla de la Eucaristía cristiana.

### Sicut Judaeis
Sicut Judaeis (la "Constitución para los judíos") fue la postura oficial del papado respecto a los judíos durante toda la Edad Media y posteriormente. La primera bula fue promulgada hacia 1120 por Calixto II, con la intención de proteger a los judíos que sufrieron durante la Primera Cruzada, y fue reafirmada por muchos papas, incluso hasta el siglo XV, aunque no siempre se cumplió estrictamente.

La bula prohibía, entre otras cosas, que los cristianos coaccionaran a los judíos para que se convirtieran, o les hicieran daño, o se apoderaran de sus bienes, o perturbaran la celebración de sus fiestas, o interfirieran en sus cementerios, so pena de excomunión:
Decretamos que ningún cristiano usará la violencia para obligarlos a bautizarse, mientras no estén dispuestos y se nieguen..... Sin el juicio de la autoridad política del país, ningún cristiano se atreverá a herirlos o matarlos o robarles su dinero o cambiar las buenas costumbres que hasta ahora han disfrutado en el lugar donde viven."

### Antisemitismo popular

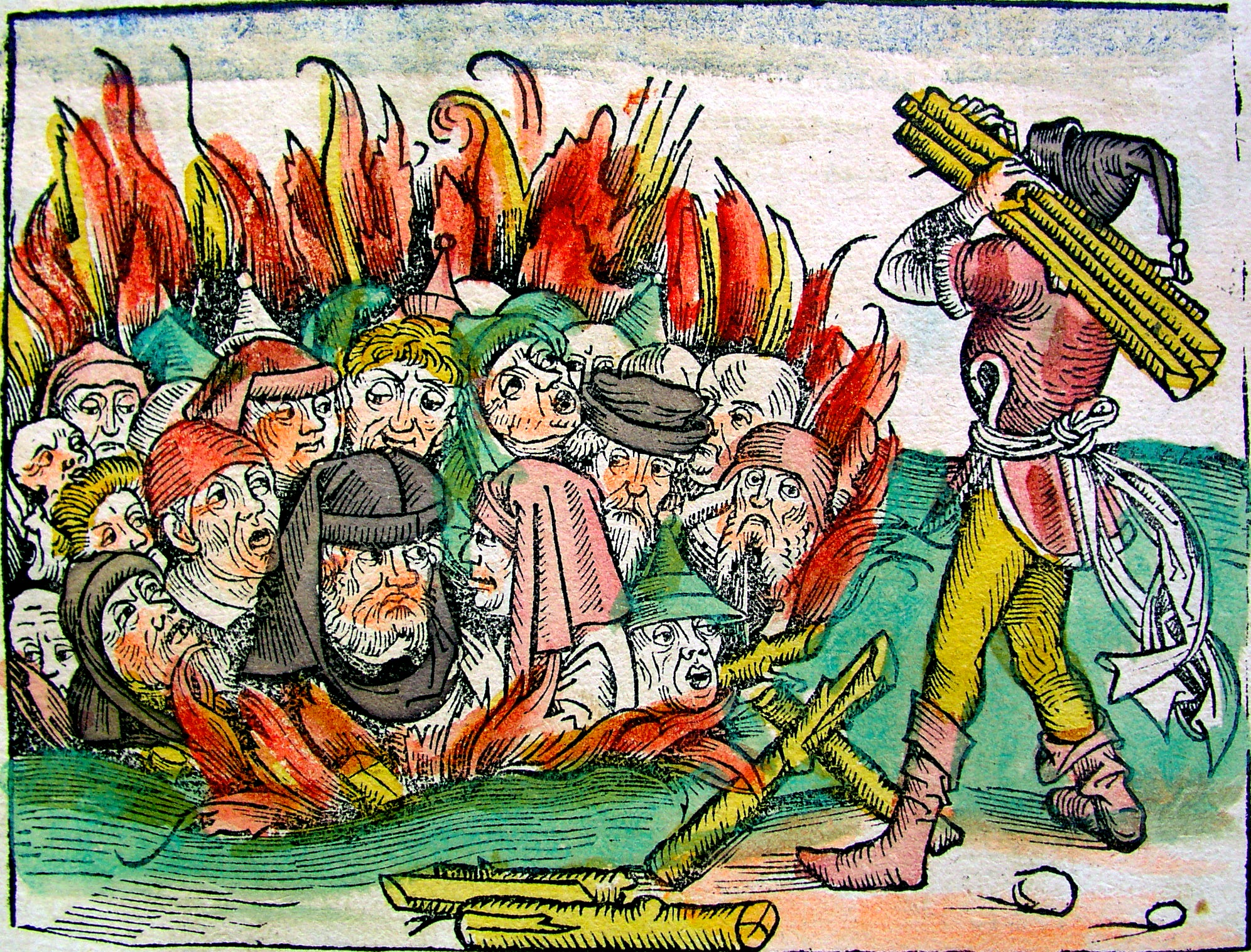
Judíos quemados vivos por la supuesta profanación de la hostia en Deggendorf, Baviera, en 1337.

El antisemitismo en la cultura popular cristiana europea se intensificó a partir del siglo XIII. Los libelos de sangre y la profanación de hostias atrajeron la atención popular y dieron lugar a muchos casos de persecución contra los judíos. Muchos creían que los judíos envenenaban los pozos para provocar plagas. En el caso del libelo de sangre se creía que los judíos mataban a un niño antes de Pascua y necesitaban sangre cristiana para cocer matzo. A lo largo de la historia, si un niño cristiano era asesinado, surgían acusaciones de libelo de sangre, por pequeña que fuera la población judía. La Iglesia a menudo echaba leña al fuego presentando al niño muerto como un mártir que había sido torturado y que tenía poderes como se creía que tenía Jesús. A veces incluso se convertía a los niños en santos. La imaginería antisemita, como Judensau y Ecclesia y Synagoga, se repetía en el arte y la arquitectura cristianos. Las costumbres antisemitas de las fiestas de Pascua, como la Quema de Judas, continúan en la actualidad.

En Islandia, uno de los himnos que se repiten en los días previos a la Pascua incluye los versos:
La justa Ley de Moisés
Aquí los judíos aplicaron mal,
La cual su engaño expone,
Su odio y su orgullo.
El juicio es del Señor.
Cuando por falsificación
El enemigo acusa,

Suyo es el castigo.

### Persecuciones y expulsiones

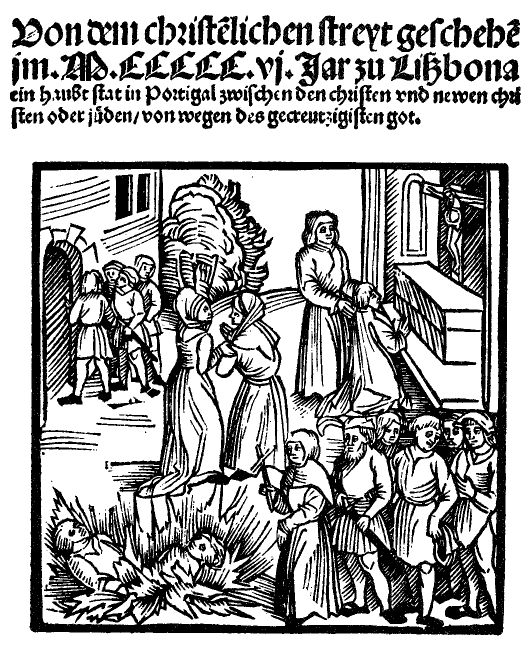
Masacre de Lisboa en 1506.

Expulsiones de judíos en Europa de 1100 a 1600.

En Europa, durante la Edad Media, las persecuciones y expulsiones formales de judíos eran frecuentes, aunque también lo eran las de otras comunidades minoritarias, ya fueran religiosas o étnicas. Se produjeron estallidos particulares de persecución desenfrenada durante las masacres de Renania de 1096 en Alemania, que acompañaron los preparativos de la Primera Cruzada, muchos de los cuales afectaron a los cruzados en su viaje a Oriente. Hubo muchas expulsiones locales de ciudades por parte de los gobernantes locales y los ayuntamientos. En Alemania, el emperador del Sacro Imperio Romano Germánico intentó en general frenar la persecución, aunque sólo fuera por razones económicas, pero a menudo no pudo ejercer mucha influencia. En el Edicto de Expulsión, el rey Eduardo I expulsó a todos los judíos de Inglaterra en 1290 (sólo después de rescatar a unos 3.000 de entre los más ricos), bajo la acusación de usura y de socavar la lealtad a la dinastía. En 1306 se produjo una oleada de persecuciones en Francia, y hubo persecuciones judías generalizadas por la peste negra, ya que muchos cristianos culpaban a los judíos de la peste, o de propagarla. Todavía en 1519, la ciudad imperial de Ratisbona aprovechó la reciente muerte del emperador Maximiliano I para expulsar a sus 500 judíos.
"Oficialmente, la Iglesia católica medieval nunca abogó por la expulsión de todos los judíos de la cristiandad, ni repudió la doctrina de Agustín sobre el testimonio judío... Aún así, la cristiandad medieval tardía ignoró con frecuencia sus mandatos...".: 396 

#### Expulsión de los judíos de España
La mayor expulsión de judíos se produjo tras la Reconquista o reunificación de España, y precedió a la expulsión de los musulmanes que no quisieron convertirse, a pesar de la protección de sus derechos religiosos prometida por el Tratado de Granada (1491). El 31 de marzo de 1492, Fernando II de Aragón e Isabel I de Castilla, los gobernantes de España que financiaron el viaje de Cristóbal Colón al Nuevo Mundo sólo unos meses después, en 1492, declararon que todos los judíos de sus territorios debían convertirse al cristianismo o abandonar el país. Aunque algunos se convirtieron, muchos otros se marcharon a Portugal, Francia, Italia (incluidos los Estados Pontificios), los Países Bajos, Polonia, el Imperio Otomano y el norte de África. Muchos de los que huyeron a Portugal fueron expulsados más tarde por el rey Manuel en 1497 o se marcharon para evitar la conversión forzosa y la persecución.

## Del Renacimiento alsigloXVII

### Cum Nimis Absurdum
El 14 de julio de 1555, el papa Pablo IV promulgó la bula papal Cum nimis absurdum, que revocaba todos los derechos de la comunidad judía e imponía restricciones religiosas y económicas a los judíos en los Estados Pontificios, renovaba la legislación antijudía y sometía a los judíos a diversas degradaciones y restricciones de su libertad personal.
La bula estableció el gueto romano y obligó a los judíos de Roma, que existían como comunidad desde antes de la era cristiana y que en aquel momento eran unos 2.000, a vivir en él. El gueto era un barrio amurallado con tres puertas que se cerraban por la noche. Los judíos también estaban restringidos a una sinagoga por ciudad.
El sucesor de Pablo IV, el Papa Pío IV, impuso la creación de otros guetos en la mayoría de las ciudades italianas, y su sucesor, el Papa Pío V, los recomendó a otros estados limítrofes.

### Reforma protestante
Al principio, Martín Lutero se acercó a los judíos, creyendo que los "males" del catolicismo habían impedido su conversión al cristianismo. Cuando su llamado a la conversión a su versión del cristianismo no tuvo éxito, se volvió hostil hacia ellos.

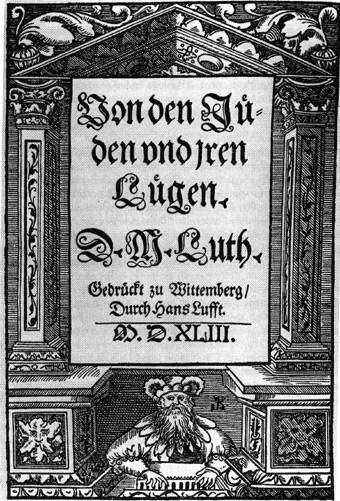
Panfleto de Lutero de 1543 Sobre los judíos y sus mentiras.

En su libro Sobre los judíos y sus mentiras, Lutero los excoria como "bestias venenosas, víboras, escoria repugnante, carcamales, demonios encarnados". Proporcionó recomendaciones detalladas para un pogromo contra ellos, pidiendo su opresión permanente y expulsión, escribiendo: "Sus casas privadas deben ser destruidas y devastadas, podrían ser alojados en establos. Que los magistrados quemen sus sinagogas y que lo que escape se cubra de arena y barro. Que se les obligue a trabajar, y si esto no sirve de nada, nos veremos obligados a expulsarlos como a perros para no exponernos a incurrir en la ira divina y la condenación eterna de los judíos y sus mentiras." En un momento dado escribió: "...tenemos la culpa de no matarlos..." un pasaje que "puede calificarse como la primera obra del antisemitismo moderno, y un paso de gigante en el camino hacia el Holocausto".
Los duros comentarios de Lutero sobre los judíos son vistos por muchos como una continuación del antisemitismo cristiano medieval. Sin embargo, en su último sermón poco antes de su muerte, Lutero predicó: "Queremos tratarlos con amor cristiano y rezar por ellos, para que se conviertan y reciban al Señor".

## SigloXVIII

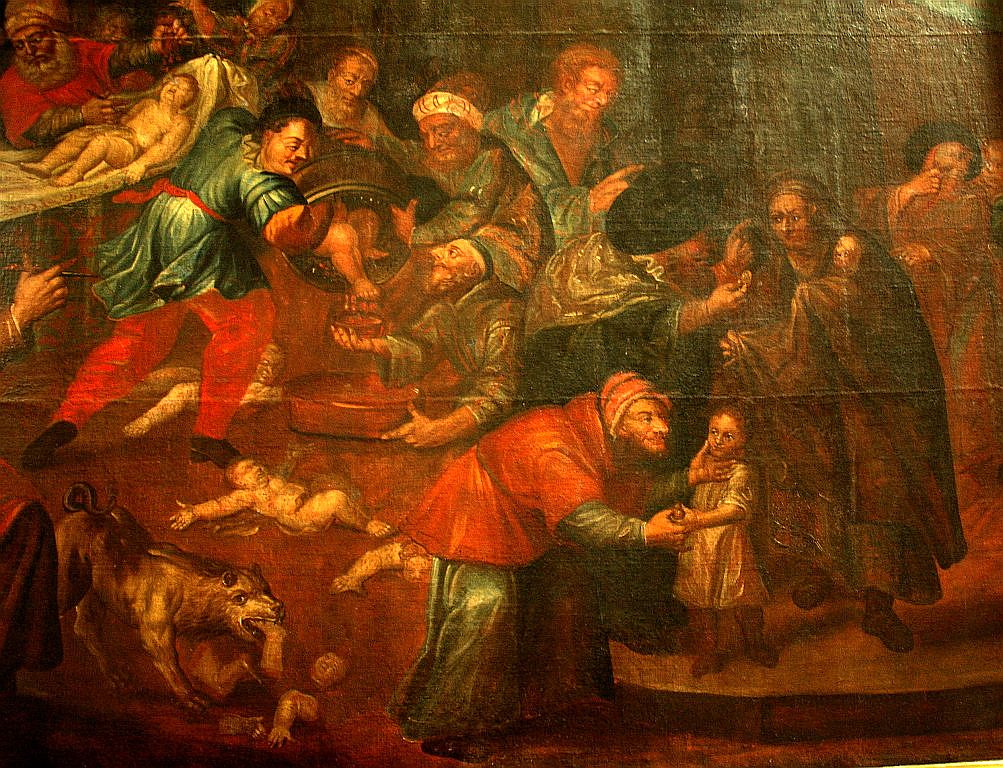
Pintura en la catedral de Sandomierz, Polonia, que representa a judíos asesinando a niños cristianos por su sangre, ~ 1750.

De acuerdo con los preceptos antijudíos de la Iglesia Ortodoxa Rusa,: 14 las políticas discriminatorias de Rusia hacia los judíos se intensificaron cuando la partición de Polonia en el siglo XVIII dio lugar, por primera vez en la historia rusa, a la posesión de tierras con una gran población judía.: 28 Esta tierra fue designada como Zona de Asentamiento, desde donde se prohibió a los judíos emigrar al interior de Rusia.: 28  En 1772 Catalina II, emperatriz de Rusia, obligó a los judíos que vivían en la Zona de Asentamiento a permanecer en sus shtetls y les prohibió regresar a las ciudades que ocupaban antes de la partición de Polonia.

## SigloXIX
A lo largo del siglo XIX y en el XX, la Iglesia católica romana siguió incorporando fuertes elementos antisemitas, a pesar de los crecientes intentos de separar el antijudaísmo (oposición a la religión judía por motivos religiosos) y el antisemitismo racial. El historiador de la Universidad Brown David Kertzer, que trabaja con los archivos del Vaticano, ha argumentado en su libro Los Papas contra los judíos (título original en inglés: The Popes Against the Jews) que en el siglo XIX y principios del XX la Iglesia católica romana se adhirió a una distinción entre "antisemitismo bueno" y "antisemitismo malo". El "malo" promovía el odio a los judíos por su ascendencia. Esto se consideraba anticristiano porque el mensaje cristiano iba dirigido a toda la humanidad, independientemente de su origen étnico; cualquiera podía convertirse en cristiano. El tipo "bueno" criticaba las supuestas conspiraciones judías para controlar periódicos, bancos y otras instituciones, para preocuparse sólo por la acumulación de riqueza, etc. Muchos obispos católicos escribieron artículos criticando a los judíos por esos motivos y, cuando se les acusaba de promover el odio a los judíos, recordaban a la gente que condenaban el antisemitismo del tipo "malo". El trabajo de Kertzer no está exento de críticas. Por ejemplo, el rabino David G. Dalin, estudioso de las relaciones judeocristianas, criticó a Kertzer en The Weekly Standard por utilizar las pruebas de forma selectiva.

### Oposición a la Revolución Francesa
El monárquico católico contrarrevolucionario Louis de Bonald destaca entre las primeras figuras que pidieron explícitamente la revocación de la emancipación judía tras la Revolución Francesa. Es probable que los ataques de Bonald contra los judíos influyeran en la decisión de Napoleón de limitar los derechos civiles de los judíos alsacianos. El artículo de Bonald Sur les juifs (1806) fue uno de los más venenosos de su época y proporcionó un paradigma que combinaba el antiliberalismo, la defensa de una sociedad rural, el antisemitismo cristiano tradicional y la identificación de los judíos con los banqueros y el capital financiero, que a su vez influiría en muchos reaccionarios de derechas posteriores como Roger Gougenot des Mousseaux, Charles Maurras y Édouard Drumont, nacionalistas como Maurice Barrès y Paolo Orano, y socialistas antisemitas como Alphonse Toussenel. Bonald declaró además que los judíos eran un pueblo "extranjero", un "Estado dentro del Estado", y que se les debía obligar a llevar un distintivo para identificarlos y discriminarlos más fácilmente.
En la década de 1840, el popular periodista católico contrarrevolucionario Louis Veuillot propagó los argumentos de Bonald contra la "aristocracia financiera" judía junto con despiadados ataques contra el Talmud y los judíos como un "pueblo deicida" movido por el odio para "esclavizar" a los cristianos. La obra de Gougenot des Mousseaux Le Juif, le judaïsme et la judaïsation des peuples chrétiens (1869) ha sido calificada de "Biblia del antisemitismo moderno" y fue traducida al alemán por el ideólogo nazi Alfred Rosenberg. Sólo entre 1882 y 1886, los sacerdotes franceses publicaron veinte libros antisemitas en los que culpaban de los males de Francia a los judíos e instaban al gobierno a devolverlos a los guetos, expulsarlos o colgarlos de la horca.
En Italia, la popularísima novela de 1850 del sacerdote jesuita Antonio Bresciani, L'Ebreo di Verona (El judío de Verona), marcó el antisemitismo religioso durante décadas, al igual que su trabajo para La Civiltà Cattolica, que ayudó a lanzar.
El Papa Pío VII (1800-1823) hizo reconstruir los muros del gueto judío de Roma tras la emancipación de los judíos por Napoleón, y los judíos permanecieron confinados en el gueto hasta el final de los Estados Pontificios en 1870. Las organizaciones católicas oficiales, como los jesuitas, prohibieron hasta 1946 los candidatos "que desciendan de la raza judía, a menos que esté claro que su padre, abuelo y bisabuelo han pertenecido a la Iglesia católica".

## SigloXX
En Rusia, bajo el régimen zarista, el antisemitismo se intensificó en los primeros años del siglo XX y recibió un espaldarazo oficial cuando la policía secreta falsificó los célebres Protocolos de los Sabios de Sión, un documento que supuestamente transcribía un plan de los ancianos judíos para lograr la dominación mundial. La violencia contra los judíos en el pogromo de Chisináu de 1903 continuó tras la revolución de 1905 con las actividades de las Centurias Negras. El Juicio Beilis de 1913 demostró que era posible revivir la acusación de libelo de sangre en Rusia.
Escritores católicos como Ernest Jouin, que publicó los Protocolos en francés, mezclaron a la perfección el antisemitismo racial y religioso, como en su afirmación de que "desde el triple punto de vista de la raza, de la nacionalidad y de la religión, el judío se ha convertido en el enemigo de la humanidad". El Papa Pío XI elogió a Jouin por "combatir a nuestro mortal enemigo [judío]" y lo nombró alto cargo papal como protonotario apostólico.

### Primera Guerra Mundial hasta la víspera de la Segunda Guerra Mundial

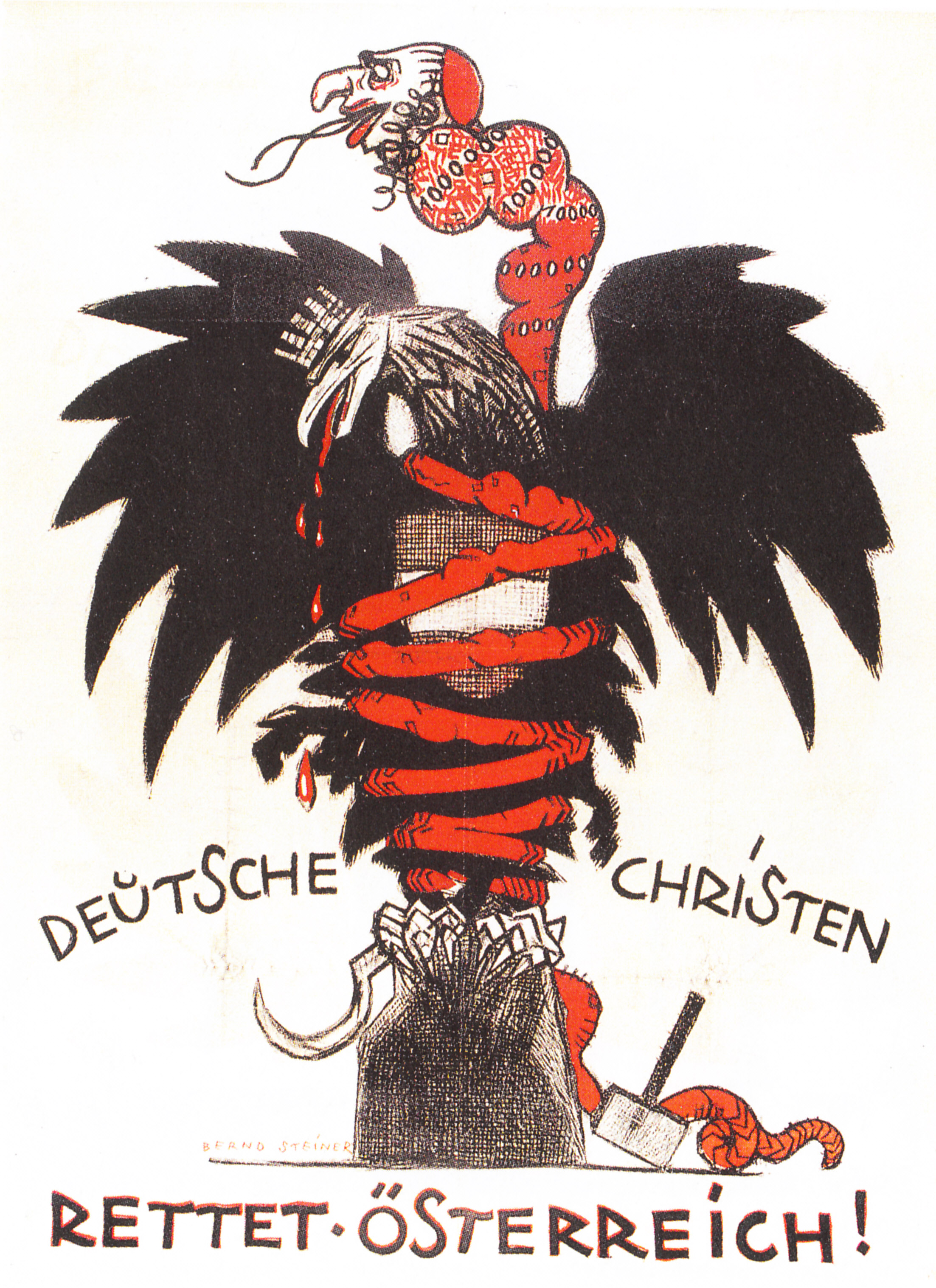
Una pancarta antisemita utilizada por el Partido Social Cristiano durante las elecciones de 1920 en Austria.

En 1916, en plena Primera Guerra Mundial, los judíos estadounidenses hicieron una petición al Papa Benedicto XV en favor de los judíos polacos.

### Antisemitismo nazi
Durante una reunión con el obispo católico romano Wilhelm Berning de Osnabrück, el 26 de abril de 1933, Hitler declaró:
He sido atacado por mi tratamiento hacia la cuestión judía. La Iglesia Católica consideró a los judíos pestilentes durante mil quinientos años, los metió en guetos, etc., porque reconocía a los judíos por lo que eran. En la época del liberalismo ya no se reconocía el peligro. Yo retrocedo a la época en que se puso en práctica una tradición de mil quinientos años. No antepongo la raza a la religión, pero reconozco que los representantes de esta raza son una peste para el Estado y para la Iglesia, y quizá con ello esté haciendo un gran servicio al cristianismo al expulsarlos de las escuelas y de las funciones públicas.
La transcripción del debate no contiene ninguna respuesta del obispo Berning. Martin Rhonheimer no lo considera inusual porque, en su opinión, para un obispo católico en 1933 no había nada particularmente objetable "en este recordatorio históricamente correcto".
Los nazis utilizaron el libro de Martín Lutero, Sobre los judíos y sus mentiras (1543), para justificar su afirmación de que su ideología era moralmente justa. Lutero llegó incluso a abogar por el asesinato de los judíos que se negaban a convertirse al cristianismo al escribir que "tenemos la culpa de no matarlos". 
El arzobispo Robert Runcie afirmó que: "Sin siglos de antisemitismo cristiano, el apasionado odio de Hitler nunca habría tenido un eco tan ferviente... porque durante siglos los cristianos han considerado a los judíos colectivamente responsables de la muerte de Jesús. En el Viernes Santo de tiempos pasados, los judíos se han acobardado tras puertas cerradas con llave por miedo a una turba cristiana en busca de "venganza" por el deicidio. Sin el envenenamiento de las mentes cristianas a lo largo de los siglos, el Holocausto es impensable".: 21 El sacerdote católico disidente Hans Küng ha escrito que "el antijudaísmo nazi fue obra de criminales impíos y anticristianos. Pero no habría sido posible sin la prehistoria de casi dos mil años de antijudaísmo 'cristiano'...".: 169 El consenso entre los historiadores es que el nazismo en su conjunto no tenía relación con el cristianismo o se oponía activamente a él, y Hitler lo criticaba duramente, aunque Alemania siguió siendo mayoritariamente cristiana durante la época nazi.

El documento Dabru Emet fue emitido por más de 220 rabinos e intelectuales de todas las ramas del judaísmo en 2000 como una declaración sobre las relaciones judeocristianas. Este documento afirma,
El nazismo no fue un fenómeno cristiano. Sin la larga historia de antijudaísmo cristiano y violencia cristiana contra los judíos, la ideología nazi no habría podido arraigar ni llevarse a cabo. Demasiados cristianos participaron o simpatizaron con las atrocidades nazis contra los judíos. Otros cristianos no protestaron suficientemente contra estas atrocidades. Pero el nazismo en sí no fue un resultado inevitable del cristianismo.
Según la historiadora estadounidense Lucy Dawidowicz, el antisemitismo tiene una larga historia dentro del cristianismo. La línea de "ascendencia antisemita" desde Lutero, el autor de Sobre los judíos y sus mentiras, hasta Hitler es "fácil de trazar". En su obra La guerra contra los judíos, 1933-1945 (original en inglés: The War Against the Jews,1933-1945), sostiene que Lutero y Hitler estaban obsesionados por el "universo demonizado" habitado por los judíos. Dawidowicz escribe que las similitudes entre los escritos antijudíos de Lutero y el antisemitismo moderno no son una coincidencia, porque derivan de una historia común de Judenhass, que se remonta a los consejos de Hamán a Asuero. La autora sostiene que aunque el antisemitismo alemán moderno también tiene sus raíces en el nacionalismo alemán y en la revolución liberal de 1848, el antisemitismo cristiano es un fundamento que sentó la Iglesia católica romana y "sobre el que construyó Lutero".

#### Cristianos colaboradores
- Cristianos Alemanes (movimiento)

- Gleichschaltung

- Hanns Kerrl, ministro de Asuntos Eclesiásticos

- Cristianismo positivo (la versión nazi aprobada del cristianismo)

- Iglesia Evangélica Alemana

#### Oposición al Holocausto
La Iglesia Confesante fue, en 1934, el primer grupo cristiano de oposición. La Iglesia católica condenó oficialmente la teoría nazi del racismo en Alemania en 1937 con la encíclica "Mit brennender Sorge", firmada por el Papa Pío XI, y el cardenal Michael von Faulhaber encabezó la oposición católica, predicando contra el racismo.
Muchos clérigos y laicos cristianos de todas las confesiones tuvieron que pagar con su vida su oposición, entre ellos:
- el sacerdote católico Maximiliano Kolbe.

- el pastor luterano Dietrich Bonhoeffer

- el párroco católico de la catedral de Berlín, Bernhard Lichtenberg.

- los miembros, en su mayoría católicos, del grupo de resistencia muniqués Rosa Blanca, dirigido por Hans y Sophie Scholl.

En la década de 1940, pocos cristianos estaban dispuestos a oponerse públicamente a la política nazi, pero muchos cristianos ayudaron en secreto a salvar vidas de judíos. Hay muchas secciones del Museo de la Memoria del Holocausto de Israel, Yad Vashem, dedicadas a honrar a estos "Justos entre las Naciones".

#### Papa Pío XII
Antes de convertirse en Papa, el cardenal Pacelli pronunció un discurso en el Congreso Eucarístico Internacional celebrado en Budapest del 25 al 30 de mayo de 1938, durante el cual hizo referencia a los judíos "cuyos labios maldicen [a Cristo] y cuyos corazones lo rechazan incluso hoy"; en ese momento se estaban formulando leyes antisemitas en Hungría.: 92 
La encíclica de 1937 Mit brennender Sorge fue publicada por el Papa Pío XI, pero redactada por el futuro Papa Pío XII y leída desde los púlpitos de todas las iglesias católicas alemanas, condenaba la ideología nazi y ha sido caracterizada por los estudiosos como "el primer gran documento público oficial que se atrevió a enfrentarse y criticar el nazismo" y "una de las mayores condenas de este tipo jamás emitidas por el Vaticano".
En el verano de 1942, Pío explicó a su colegio de cardenales las razones del gran abismo que existía entre judíos y cristianos a nivel teológico: "Jerusalén ha respondido a Su llamada y a Su gracia con la misma rígida ceguera y obstinada ingratitud que la han conducido por el camino de la culpa al asesinato de Dios". El historiador Guido Knopp describe estos comentarios de Pío como "incomprensibles" en una época en la que "Jerusalén estaba siendo asesinada por millones". Esta tradicional relación de confrontación con el judaísmo se invertiría en Nostra aetate, publicada durante el Concilio Vaticano II.
Destacados miembros de la comunidad judía han contradicho las críticas a Pío y han hablado bien de sus esfuerzos por proteger a los judíos. El historiador israelí Pinchas Lapide entrevistó a supervivientes de la guerra y llegó a la conclusión de que Pío XII "contribuyó a salvar al menos a 700.000 judíos, pero probablemente hasta 860.000, de una muerte segura a manos de los nazis". Algunos historiadores cuestionan esta estimación.

### Movimiento de la supremacía blanca
El movimiento Identidad Cristiana, el Ku Klux Klan y otros grupos supremacistas blancos han expresado opiniones antisemitas. Afirman que su antisemitismo se basa en el supuesto control judío de los medios de comunicación, el control de los bancos internacionales, la participación en la política radical de izquierdas y la promoción por parte de los judíos del multiculturalismo, los grupos anticristianos, el liberalismo y las organizaciones perversas. Refutan las acusaciones de racismo afirmando que los judíos que comparten sus puntos de vista mantienen la pertenencia a sus organizaciones. Una creencia racial que es común entre estos grupos, pero no universal entre ellos, es una doctrina de historia alternativa relativa a los descendientes de las Tribus Perdidas de Israel. En algunas de sus formas, esta doctrina niega absolutamente la opinión de que los judíos modernos tengan alguna conexión étnica con el Israel de la Biblia. En su lugar, según formas extremas de esta doctrina, los verdaderos israelitas y los verdaderos humanos son los miembros de la raza adámica (blanca). Estos grupos suelen ser rechazados y ni siquiera son considerados grupos cristianos por las principales denominaciones cristianas y la gran mayoría de los cristianos de todo el mundo.

### Antisemitismo tras la Segunda Guerra Mundial
El antisemitismo sigue siendo un problema sustancial en Europa y, en mayor o menor grado, también existe en muchas otras naciones, incluidas Europa del Este y la antigua Unión Soviética, y las tensiones entre algunos inmigrantes musulmanes y judíos han aumentado en toda Europa. El Departamento de Estado de Estados Unidos informa de que el antisemitismo ha aumentado drásticamente en Europa y Eurasia desde el año 2000.
Aunque ha ido disminuyendo desde la década de 1940, en Estados Unidos sigue existiendo una cantidad apreciable de antisemitismo, aunque los actos de violencia son poco frecuentes. Por ejemplo, el influyente predicador evangélico Billy Graham y el entonces presidente Richard Nixon fueron grabados a principios de la década de 1970 mientras discutían asuntos como la forma de abordar el control de los judíos sobre los medios de comunicación estadounidenses. Esta creencia en las conspiraciones judías y en el dominio de los medios de comunicación era similar a la de los antiguos mentores de Graham: William Bell Riley eligió a Graham para sucederle como segundo presidente de la Northwestern Bible and Missionary Training School y el evangelista Mordecai Ham dirigió las reuniones en las que Graham creyó en Cristo por primera vez. Ambos tenían opiniones fuertemente antisemitas. La encuesta de 2001 de la Liga Antidifamación informó de 1.432 actos de antisemitismo en Estados Unidos ese año. La cifra incluía 877 actos de acoso, como intimidación verbal, amenazas y agresiones físicas.Una minoría de iglesias estadounidenses participa en el activismo antiisraelí, incluido el apoyo al controvertido movimiento BDS (Boicot, Desinversiones y Sanciones). Aunque no es directamente indicativo de antisemitismo, este activismo a menudo confunde el trato del gobierno israelí a los palestinos con el de Jesús, promoviendo así la doctrina antisemita de la culpabilidad judía. También se acusa de antisemitismo a muchos cristianos sionistas, como John Hagee, que sostenía que los judíos provocaron el Holocausto al enfadar a Dios.
Las relaciones entre judíos y cristianos han mejorado drásticamente desde el siglo XX. Según una encuesta mundial realizada en 2014 por la Liga Antidifamación, un grupo judío que se dedica a luchar contra el antisemitismo y otras formas de racismo, se recogieron datos de 102 países en relación con las actitudes de su población hacia los judíos y reveló que sólo el 24% de los cristianos del mundo tenían opiniones que se consideraban antisemitas según el índice de la ADL, en comparación con el 49% de los musulmanes del mundo.

## Antijudaísmo
Muchos cristianos no consideran que el antijudaísmo sea antisemitismo. Consideran el antijudaísmo como un desacuerdo con los principios del judaísmo por parte de personas religiosamente sinceras, mientras que consideran el antisemitismo como una predisposición emocional o un odio que no se dirige específicamente contra la religión del judaísmo. Según este enfoque, el antijudaísmo no se considera antisemitismo porque no implica hostilidad real hacia el pueblo judío, sino que el antijudaísmo sólo rechaza las creencias religiosas del judaísmo. 
Otros creen que el antijudaísmo es el rechazo del judaísmo como religión o la oposición a las creencias y prácticas del judaísmo esencialmente por su origen en el judaísmo o porque una creencia o práctica está asociada con el pueblo judío.
La postura de que "el antijudaísmo teológico cristiano es un fenómeno distinto del antisemitismo moderno, que tiene sus raíces en el pensamiento económico y racial, por lo que las enseñanzas cristianas no deben considerarse responsables del antisemitismo" ha sido articulada, entre otras personas, por el Papa Juan Pablo II en 'Recordamos: Una reflexión sobre la Shoah', y la declaración judía sobre el cristianismo, Dabru Emet. Varios estudiosos, como Susannah Heschel, Gavin I Langmuir y Uriel Tal, han cuestionado esta postura, argumentando que el antijudaísmo condujo directamente al antisemitismo moderno.
Aunque en el pasado algunos cristianos consideraban que el antijudaísmo era contrario a las enseñanzas cristianas, esta opinión no fue ampliamente expresada por los líderes cristianos y los laicos. En muchos casos, prevaleció la tolerancia práctica hacia la religión judía y los judíos. Algunos grupos cristianos condenaron el antijudaísmo verbal, sobre todo en sus primeros años.

## Conversión de judíos
Algunas organizaciones judías han denunciado las actividades evangelizadoras y misioneras dirigidas específicamente a los judíos tachándolas de antisemitas.
La Convención Bautista del Sur (CBS), la mayor confesión cristiana protestante de Estados Unidos, ha rechazado explícitamente las sugerencias de que debería dejar de buscar la conversión de los judíos, una postura que los críticos han calificado de antisemita, pero que los bautistas consideran coherente con su visión de que la salvación se encuentra únicamente a través de la fe en Cristo. En 1996, la CBS aprobó una resolución en la que pedía que se buscara la conversión de los judíos "así como la salvación de 'todo linaje y lengua y pueblo y nación'".
La mayoría de los evangélicos están de acuerdo con la postura de la CBS, y algunos de ellos también apoyan los esfuerzos que buscan específicamente la conversión de los judíos. Además, estos grupos evangélicos se encuentran entre los más pro-Israel. Un grupo controvertido que ha recibido un apoyo considerable de algunas iglesias evangélicas es Judíos para Jesús, que afirma que los judíos pueden "completar" su fe judía aceptando a Jesús como Mesías.
La Iglesia Presbiteriana (EE. UU.), la Iglesia Metodista Unida y la Iglesia Unida de Canadá han puesto fin a sus esfuerzos por convertir a los judíos. Aunque los anglicanos no buscan, por regla general, conversos de otras confesiones cristianas, el Sínodo General ha afirmado que "la buena nueva de la salvación en Jesucristo es para todos y debe compartirse con todos, incluidas las personas de otras confesiones o sin fe, y que hacer otra cosa sería institucionalizar la discriminación".
En el pasado, la Iglesia católica romana dirigía congregaciones religiosas cuyo objetivo específico era convertir a los judíos. Algunas de estas congregaciones fueron fundadas por judíos conversos, como la Congregación de Nuestra Señora de Sion, cuyos miembros eran monjas y sacerdotes. Muchos santos católicos se destacaron específicamente por su celo misionero para convertir a los judíos, como Vicente Ferrer. Tras el Concilio Vaticano II, muchas órdenes misioneras que pretendían convertir a los judíos al cristianismo dejaron de buscar activamente misionarlos (o hacer proselitismo). Sin embargo, grupos, congregaciones y clérigos católicos romanos tradicionalistas siguen abogando por misionar a los judíos según los patrones tradicionales, a veces con éxito (por ejemplo, la Sociedad de San Pío X, que cuenta con notables conversos judíos entre sus fieles, muchos de los cuales se han convertido en sacerdotes tradicionalistas).
El Ministerio de la Iglesia entre los Judíos (CMJ) es una de las diez agencias misioneras oficiales de la Iglesia de Inglaterra. La Sociedad para la Distribución de las Escrituras Hebreas es otra organización, pero no está afiliada a la Iglesia establecida.
Existen varias profecías relativas a la conversión del pueblo judío al cristianismo en las escrituras de la Iglesia de Jesucristo de los Santos de los Últimos Días (IJSUD). El Libro de Mormón enseña que el pueblo judío necesita creer en Jesús para ser reunido a Israel. La Doctrina y Pactos enseña que el pueblo judío se convertirá al cristianismo durante la segunda venida cuando Jesús se les aparezca y les muestre sus heridas. Enseña que si el pueblo judío no se convierte al cristianismo, entonces el mundo sería maldecido. Los primeros profetas SUD, como Brigham Young: 144  y Wildord Woodruff, enseñaron que el pueblo judío no podía ser verdaderamente convertido debido a la maldición que resultó del deicidio judío.: 205–206  Sin embargo, después del establecimiento del estado de Israel, muchos miembros SUD sintieron que era tiempo para que el pueblo judío empezara a convertirse al mormonismo. Durante la década de 1950, la Iglesia SUD estableció varias misiones que se dirigían específicamente a los judíos en varias ciudades de los Estados Unidos.: 149  Después de que la iglesia SUD comenzó a dar el sacerdocio a todos los varones independientemente de su raza en 1978, también comenzó a restar importancia a la raza con respecto a la conversión.: 151 Esto condujo a un vacío de enseñanzas doctrinales que dio lugar a un espectro de puntos de vista en la forma en que los miembros SUD interpretan las escrituras y las enseñanzas anteriores.: 154 De acuerdo con la investigación que se llevó a cabo por Armand Mauss, la mayoría de los miembros SUD creen que el pueblo judío tendrá que convertirse al cristianismo con el fin de ser perdonado por la crucifixión de Jesucristo.
La Iglesia de Jesucristo de los Santos de los Últimos Días también ha sido criticada por bautizar a judíos fallecidos víctimas del Holocausto. En 1995, en parte como resultado de la presión pública, los líderes de la iglesia prometieron poner en marcha nuevas políticas que ayudarían a la iglesia a poner fin a esta práctica, a menos que fuera específicamente solicitada o aprobada por los cónyuges, hijos o padres supervivientes de las víctimas. Sin embargo, la práctica ha continuado, incluido el bautismo de los padres del superviviente del Holocausto y defensor de los derechos de los judíos Simon Wiesenthal.

## Reconciliación entre el judaísmo y los grupos cristianos
En los últimos años, se ha observado una reconciliación entre algunos grupos cristianos y los judíos.

## Lectura adicional
- Beck, Norman A. (1994). Mature Christianity: The Recognition and Repudiation of the Anti-Jewish Polemic in the New Testament (en inglés) (Expanded Edition). Crossroad Pub Co. ISBN 978-0824513580.
- Boyarin, Daniel (1993). «The Subversion of the Jews: Moses's Veil and the Hermeneutics of Supersession». diacritics (en inglés) 23 (2): 16-35. Archivado desde el original el 25 de febrero de 2021. Consultado el 29 de marzo de 2024.
- Boys, Mary (31 de marzo de 2005). Seeing Judaism Anew: Christianity's Sacred Obligation (en inglés). Sheed & Ward. ISBN 978-0742548824.
- Carmichael, Joel (1993). The Satanizing of the Jews: Origin and development of mystical anti-Semitism (en inglés). Fromm. ISBN 978-0880641326.
- Eckhardt, A. Roy (1973). Elder and Younger Brothers: The Encounter of Jews and Christians (en inglés). Schocken Books.
- Eckhardt, A. Roy (1974). Your People, My People: The Meeting of Christians & Jews (en inglés). Crown Publishing Group. ISBN 0-8129-0412-5.
- Gager, John C. (1983). The Origins of Anti-Semitism: Attitudes Toward Judaism in Pagan and Christian Antiquity (en inglés). Oxford Univ. Press. ISBN 978-0195036077.
- Gould, Allan (1991). What Did They Think of the Jews? (en inglés). Jason Aronson Inc. ISBN 978-0876687512.
- Hall III, Sidney G. (1993). Christian Anti-Semitism and Paul's Theology (en inglés). Fortress Press. ISBN 978-0800626549.
- Johnson, Luke (1989). «The New Testament's Anti-Jewish Slander and Conventions of Ancient Polemic». Journal of Biblical Literature (en inglés) 108 (3).
- Lapide, Pinchas (1967). Three Popes and the Jews (en inglés). Hawthorne Books. ISBN 978-0285501973.
- Micklem, Nathaniel (1939). National Socialism and the Roman Catholic Church: Being an Account of the Conflict between the National Socialist Government of Germany and the Roman Catholic Church, 1933-1938 (en inglés). Londres: Oxford University Press.
- Nicholls, William (1993). Christian Antisemitism: A History of Hate (en inglés). Jason Aronson Inc. ISBN 978-0876683989.
- Ruether, Rosemary Radford (1974). Faith and fratricide: the theological roots of anti-Semitism (en inglés). Seabury Press. ISBN 978-0-8164-2263-0.
- Nirenberg, David (2013). Anti-Judaism: The Western Tradition (en inglés). Nueva York: W. W. Norton & Company. ISBN 978-0-393-34791-3.
- Synan, Edward A. (1965). The Popes and the Jews in the Middle Ages (en inglés). Nueva York: Macmillan. ISBN 978-1597400947.
- Tausch, Arno (2018). The Effects of 'Nostra Aetate:' Comparative Analyses of Catholic Antisemitism More Than Five Decades after the Second Vatican Council (en inglés).
- Utz, Richard (2005). «Remembering Ritual Murder: The Anti-Semitic Blood Accusation Narrative in Medieval and Contemporary Cultural Memory». Genre and Ritual: The Cultural Heritage of Medieval Rituals (en inglés) (Eyolf Østrem edición) (Copenhagen: Museum Tusculanum Press/University of Copenhagen). ISBN 978-8763502412.
- Wilken, Robert L. (1983). John Chrysostom and the Jews : Rhetoric and Reality in the Late 4th Century (en inglés). Berkeley: University of California Press. ISBN 978-0520047570.
- Greenstein, S. J. WE ARE NOT GOING TO BURN IN HELL, A Jewish Response to Christianity (en inglés). Biblically Speaking Publishing Company.